# Angela Luther
Angela Luther o Angela Bohm (de soltera) (Berlín, Alemania, 23 de abril de 1940) fue una terrorista alemana muy activa en la década de los setenta perteneciente a la segunda generación de la Fracción del Ejército Rojo o banda Baader Meinhof, actualmente desaparecida.

## Juventud e inicios
Luther nació en Berlín pero creció en una familia acomodada de Hamburgo.  Durante su juventud estuvo envuelta en los grupos universitarios de anarquistas y bohemios. Posteriormente gravitó en torno al grupo "Tupamaros de Berlín Occidental". Sin embargo en julio de 1971, conoció a varios miembros de la Fracción del Ejército Rojo, siendo captada para ese grupo junto a Thomas Weissbecker, juntos manifestaron su interés en participar y trabajar en la banda.

## En la vía del terrorismo
El 12 de mayo de 1972, participó en la colocación de una bomba en la Estación de Policía de Augsburg junto a Irmgard Möller.  El 24 de mayo de 1972, estuvo envuelta en la colocación de una bomba en el Club de Oficiales en las Barracas militares Campbell, en Heidelberg, donde murieron tres soldados norteamericanos.  La policía posteriormente descubrió que la compañía de construcción de su padre (Hark Bohm), estuvo conectada con la obtención de material explosivo para el ataque de Heidelberg.  
El 27 de febrero de 1975, en una operación conjunta de la RAF y el Movimiento 2 de Junio, fue secuestrado Peter Lorenz, Candidato a Alcalde de Berlín por la Unión Demócrata Cristiana de Alemania. La mañana del 27 de febrero, a las 09:00 a. m., salió de su residencia en el Distrito Zehlendorf de Berlín cuando su Mercedes Benz fue interceptado por un camión que le trancó el paso. De inmediato un vehículo Fiat impactó el Mercedes y un grupo de terroristas golpearon al chofer Werner Sowa y se llevaron a Lorenz a otro vehículo. Sowa pudo identificar a la terrorista Angela Luther como una de las participantes. Luther estaba solicitada por las autoridades desde hacía tres años. Al día siguiente, se entregó una foto polaroid de Lorenz con un cartel que decía "Peter Lorez, prisionero del Movimiento 2 de junio". Los secuestradores exigieron la liberación de seis terroristas en prisión, agregando una nota para los prisioneros del grupo terrorista Fracción del Ejército Rojo: "Para nuestros camaradas de Baader-Meinhof en prisión. Nos gustaría sacarlos de ahí, pero nuestra fuerza actual no está en posición de hacerlo". La selección de los objetivos a liberar eran: Horst Mahler, Verena Becker, Ingrid Siepmann, Rolf Pohle, Rolf Heissler (RAF) y Gabriele Krocher Tiedemann, quien en diciembre de 1975 va a participar con Ilich Ramírez Sánchez en el secuestro de la Sede de la OPEP en Viena, quienes están de tenidos pero ninguno por homicidio. No obstante, Horst Mahler, fundador de la RAF se negó a abandonar la cárcel y saldría liberado en 1980. Lorenz fue liberado sano y salvo al día siguiente.

## Actualmente
Desde entonces, las autoridades desconocen su paradero, estimándose que actualmente este muerta, viviendo en El Líbano o bajo nombre supuesto en Alemania, sin embargo figura actualmente en la Lista de personas solicitadas por los tribunales de justicia de la INTERPOL. 
Nunca fue arrestada, rastreada o encontrada y las autoridades alemanas decidieron desistir de su búsqueda por no tener ningún indicio firme sobre su ubicación.